# Coupe des îles Féroé de football 1987
Navigation
Løgmanssteypið 1986 Løgmanssteypið 1988
La Coupe des Îles Féroé 1987 de football est la 33e édition de la Løgmanssteypið. 
La finale du tournoi se dispute à Tórshavn au stade Gundadalur.
Le HB Tórshavn remporte son 19e titre.

## Format
Prenant place entre les mois d'avril à août 1987, la compétition se décompose en plusieurs phases.
Le premier tour, le second tour et les quarts de finale restent à élimination directe, les demi-finales se disputent en match aller-retour ainsi que la finale.
Les équipes premières des 22 clubs de la FSF participèrent à la compétition.

## Clubs participants
| 1. Deild      | 2. Deild        | 3. Deild      | 4. Deild   |
| B68 Toftir    | B36 Tórshavn    | Fram Tórshavn | AB Argir   |
| GÍ Gøta       | B71 Sandur      | ÍF Streymur   | Stranda BF |
| HB Tórshavn   | EB Eiði         | SÍ Sørvágur   |            |
| KÍ Klaksvík   | ÍF Fuglafjørður | Skála ÍF      |            |
| LÍF Leirvík   | MB Miðvágur     |               |            |
| NSÍ Runavík T | Royn Hvalba     |               |            |
| TB Tvøroyri   | SÍ Sumba        |               |            |
| VB Vágur      | SÍF Sandavágur  |               |            |